# كوانتم هيروز داينوستر
كوانتم هيروز داينوستر (بالإنجليزية: Quantum Heroes Dinoster) هو مسلسل رسوم متحركة تلفزيوني كوري جنوبي صيني، تم إنتاجه بشكل مشترك بواسطة فاني فلوكس للترفيه في كوريا الجنوبية وألفا جروب في الصين، مع دعم الإنتاج من نظام البث التعليمي في كوريا الجنوبية. عرض لأول مرة في الوطن العربي يوم 3 مارس 2024 على قناة كرتون نتورك بالعربية.